# روبرت ييم
روبرت ييم (بالإنجليزية: Robert Yim)‏ مواليد 25 فبراير 1985 في كاليفورنيا، هو لاعب كرة مضرب أمريكي سابق بدأ مسيرته كمحترف سنة 2002 وكان يلعب باليد اليسرى. أعلى تصنيف له في الفردي كان المركز الـ 444 في سنة 2004.